# 葛振林
葛振林（1917年8月—2005年3月21日）是一名中国人民解放军军人，狼牙山五壮士两位幸存者之一。他也是事发时五位战士最大的一个，时年24岁。
他出生在河北省曲阳县党城乡喜峪村。1937年参加革命，1938年2月参加八路军。1940年2月加入中国共产党。曾参加过百团大战等战斗。
1941年9月25日，他所在的八路军晋察冀军区一分区第一团第七连第六班在班长带领下，成功掩护了狼牙山地区群众和大部队转移，在弹尽粮绝的情况下，“誓死不当俘虏”从狼牙山棋盘陀跳下悬崖。副班长、共产党员葛振林与战士宋学义被半山腰的树丛挂住得以生还。葛振林头部受伤，宋学义腰椎受重伤致残。二人被军分区司令员杨成武亲手颁发“坚决顽强”奖章，军分区政治部主任罗元发亲手给葛振林在胸前佩戴奖章。
后来他还参加了第二次国共内战、江西剿匪和抗美援朝的一些战斗，因负伤被评为三等甲级伤残。
1955年，他被授予少校军衔和三级解放勋章。1966年离休，2005年在衡阳市因病去世，終年88歲。